# Cele cinci zone ale orașului New York
     1. Manhattan (Comitatul New York)
     2. Brooklyn (Comitatul Kings)
     3. Queens (Comitatul Queens)
     4. The Bronx (Comitatul Bronx)
     5. Staten Island (Comitatul Richmond )

1. Manhattan (Comitatul New York)
2. Brooklyn (Comitatul Kings)
3. Queens (Comitatul Queens)
4. The Bronx (Comitatul Bronx)
5. Staten Island (Comitatul Richmond)
Notă: Aeroporturile JFK și LGA se află amândouă în Queens (evidențiate cu maro).

Cele cinci zone ale orașului New York (în engleză boroughs of New York City) sunt cele cinci diviziuni guvernamentale majore care cuprind orașul New York. Acestea sunt Bronx, Brooklyn, Manhattan, Queens și Staten Island. Fiecare borough este coextensiv cu un comitat al statului New York: Bronx este comitatul Bronx, Brooklyn este comitatul Kings, Manhattan este comitatul New York, Queens este comitatul Queens și Staten Island este comitatul Richmond.
Toate cele cinci boroughs din New York au fost fondate odată cu crearea orașului modern New York în 1898, când comitatul New York (inclusiv Bronxul), comitatul Kings, comitatul Richmond și o parte din comitatul Queens au fost consolidate într-un singur guvern municipal cu o noua cartă a orașului. Toate fostele municipalități din noul oraș consolidat au fost dizolvate.
Orașul New York a fost inițial limitat la insula Manhattan și la insulele mai mici din jur care formau comitatul New York. Pe măsură ce orașul s-a dezvoltat spre nord, a început să anexeze zone de pe continent, absorbind teritorii din comitatul Westchester în comitatul New York în 1874 (West Bronx) și 1895 (East Bronx). În timpul consolidării din 1898, acest teritoriu a fost organizat ca Borough of the Bronx (borough Bronx), deși încă face parte din comitatul New York. În 1914, comitatul Bronx a fost separat de comitatul New York, astfel încât fiecare borough să fie apoi învecinat cu un comitat.
Când partea de vest a comitatului Queens a fost consolidată în New York City în 1898, acea zonă a devenit Borough of Queens (borough Queens). În 1899, secțiunea de est rămasă a comitatului Queens a fost despărțită pentru a forma comitatul Nassau pe Long Island, făcând apoi borough și comitatul Queens să fie coextensive unul cu celălalt.
În unele colecții de documente, boroughs erau desemnate cu o abreviere de o literă: K pentru Brooklyn, M pentru Manhattan, Q pentru Queens, R pentru Staten Island (Comitatul Richmond) și X pentru Bronx.